# Attaque de Huehuetenango de 2022
 (août 2022).
L'attaque de Huehuetenango de 2022 est une prétendue tentative d'assassinat survenue le 30 juillet 2022 contre le président du Guatemala, Alejandro Giammattei, lors d'une visite dans un village du département de Huehuetenango, à moins d'un demi-kilomètre de la frontière avec le Mexique.

## Attaque
Le samedi 30 juillet 2022, un groupe de civils armés a ouvert le feu sur un poste de contrôle de l'armée guatémaltèque pour protéger la visite du président du village La Laguna, situé à deux kilomètres du point, appartenant à la municipalité Jacaltenango, dans le département de Huehuetenango. Le bilan de cet affrontement armé a abouti à un agresseur blessé de nationalité mexicaine et, peu de temps après, à l'arrestation de quatre autres agresseurs présumés de nationalité guatémaltèque qui s'étaient enfuis au Mexique. Le président est indemne.

## Réactions
La version officielle des événements a été remise en question par certains médias locaux, qui y voient un « écran de fumée » pour couvrir l'arrestation très controversée du président de l'un des principaux journaux du pays,.